# Koordynacja systemów zabezpieczenia społecznego
Koordynacja systemów zabezpieczenia społecznego – zespół regulacji prawnych, uzupełniających prawo wewnętrzne państwa, ułatwiających prawo do swobodnego przemieszczania, chroniących osoby wykonujące pracę poza granicami przed utratą ochrony w zakresie zabezpieczenia społecznego. 
Regulacje te zapewniają harmonijne współistnienie systemów zabezpieczenia społecznego różnych państw. Służą przez to ochronie interesów osób przemieszczających się w celu podejmowania pracy i posiadających okresy zatrudnienia przebyte na terytorium więcej niż jednego państwa. Przepisy te regulują prawa i obowiązki osób w odniesieniu do obciążeń (składek) oraz korzyści (świadczeń) w ramach systemu zabezpieczenia społecznego państwa, w którym mieszkają czasowo (pracują), i które nie jest ich ojczyzną. W ramach Unii Europejskiej koordynację zapewniają przepisy w randze rozporządzeń Rady Europy i Parlamentu Europejskiego. W stosunkach z państwami spoza Unii ratyfikuje się umowy dwustronne o zabezpieczeniu społecznym. Koordynacja systemów zabezpieczenia społecznego dzieli się w tym kontekście na wielostronną (w ramach wspólnot, np. Unii Europejskiej) oraz dwustronną (regulowaną umowami).